# 2011 en jeu
Chronologie du jeu
- 2007
- 2008
- 2009
- 2010
- 2011
- 2012
- 2013
- 2014
- 2015

Cet article présente les faits marquants de l'année 2011 concernant le jeu.

## Événements

### Compétitions
- 3 octobre : l’Australien Andrew Goff remporte le XXIe championnat du monde de Diplomatie à Sydney devant le Néo-zélandais Grant Steel et l'Irlandais Liam Cosgrave.
- Octobre : la Néerlandaise Els Bulten remporte le VIe championnat du monde de Carcassonne à Essen.
- 5 novembre : le Japonais Hiroki Nobukawa remporte le XXXVe championnat du monde d’Othello à Newark.
- 6 novembre : le Français Gwen Maggi remporte le XXVIIe Championnat de France de Diplomatie à Paris devant ses compatriotes Fabien Loreau et Reynald Nicod[1].

## Économie du jeu
- Mars : fin de parution du journal Casus Belli troisième époque (Casus Belli Presse), avec le n°5.
- Novembre : reparution du journal Casus Belli (Black Book Éditions), avec le n°1 de la quatrième époque.

## Récompenses
- Spiel des Jahres : Qwirkle
- As d'or
  - Prix du jury : 7 Wonders

## Sorties
- Advanced Fighting Fantasy, Graham Bottley, Arion Games
- The Island, Asmodée
- Tenga, Jérôme Larré, John Doe